# Piosenkarz

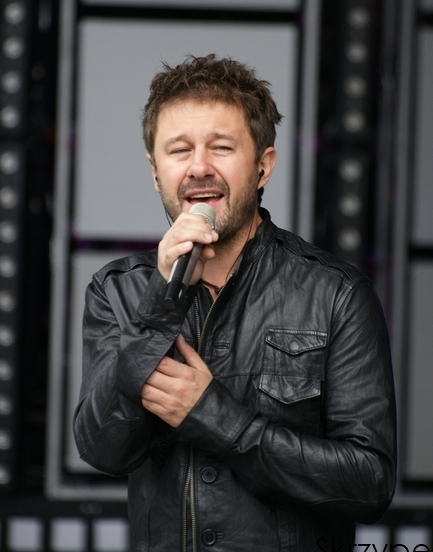
Piosenkarz (Andrzej Piaseczny)

Piosenkarz, piosenkarka – zawód polegający na wykorzystaniu głosu do śpiewu, z reguły przy akompaniamencie grupy muzycznej. Utwory wydawane są następnie na płytach (albumach) lub wykonywane na koncertach. Piosenkarze zajmują się muzyką rozrywkową, w odróżnieniu od śpiewaków, którzy związani są z muzyką klasyczną. Do popularyzacji współczesnych piosenek i ich wykonawców przyczynia się działalność radia i telewizji.
Śpiew bez akompaniamentu instrumentalnego nazywa się a cappella.